# Scutellaria forrestii
Scutellaria forrestii là một loài thực vật có hoa trong họ Hoa môi. Loài này được Diels miêu tả khoa học đầu tiên năm 1912.